# ミリ子は泣かない
『ミリ子は泣かない』は、1978年に金の星社から発行された寺村輝夫の児童文学。小学校中学年向け。 挿絵は頓田室子。『ミリ子は負けない』の続編として書かれた。

## 概要
友行とミリ子のいる4年1組に新しい転校生「松岡はじめ」がやってきた。知的障害を抱えている彼は三学期が終わったら、市内の別の小学校の養護学級「わかば学級」に編入されることになっていた。子どもたちが戸惑う姿と、それによる成長への過程が描かれている。
なおわかば学級は、寺村一家が住む田無市（今の西東京市）の田無小学校に実在する養護学級である。寺村の息子が通っていた学校（友行の名は、寺村の次男の名をもじったもの）、および作品のヒントとなった、寺村一家が参加していた少年野球チームが校庭を借りていた学校は、市内の別の小学校であり、劇中の設定と一致する。

## 登場人物

### 4年1組→5年1組
小林みち子　（ミリ子)
主人公。クラスで1番背が低いため「ミリ子」と呼ばれている。
思ったことをすぐに発言・実行する性格で、担任の佐藤先生から高く評価されている。
松岡くんをめぐって鈴木センコウさんと対立するが、一緒に校内をデモ行進したことで仲良し（良きライバル）になる。
ソフトボールチーム「レオパーズ」ではキャプテンを務め、セカンド兼松岡くんのアシスタントを担当する。グローブは赤。
木村友行
この物語のキーパーソン（彼を中心に物語が進行する）。ミリ子や松岡くんからは「トモくん」と呼ばれている。
松岡くんの最大の理解者で、松岡くんも友行を慕っている。ミリ子のまっすぐな性格に振り回されるが、迷惑はしていないようである。
当初「レオパーズ」のキャプテンだったが、ミリ子のリーダーシップを評価し、彼女を新キャプテンに選んだ。
最初はピッチャーを担当していたが、松岡くんがピッチャーになったことでキャッチャーに移った。
松岡はじめ
転校生。病気が原因で知的障害があり、5年生になったら「わかば学級」に編入することになっていた。それまでの間は、両親の希望で4年1組に編入することになった。アイスクリームが好物。
ボールを投げるのが得意で、「レオパーズ」ではピッチャーを担当。
鈴木　(センコウさん）
女子生徒。クラスで1番背が高く、その外見から「線香＝センコウ」と呼ばれている。
松岡くんのことを非難したためミリ子と対立するが、それは松岡くんを心配してのことであり、校内をデモ行進した後はミリ子と仲良し（良きライバル)になる。
「レオパーズ」ではライトを担当。グローブは緑。
小森ひさし　(デメフグくん）
男子生徒。走るのが遅く、少しでも怪我をするとおかあさんが学校に苦情を入れるほどの過保護。
アイスの早食いが得意。
「レオパーズ」では最初キャッチャーを担当していたが、友行がキャッチャーに移ったためピンチヒッターにさせられてしまった。
西早人　（はっちゃん）
西監督の息子。おとうさんの再婚相手になかなかなじめずにいる。そのため、佐藤先生が松岡くんの頭をなでるのを見てうらやましがっている。
ソフトボールは、おとうさんが監督なのでかなり上手。「レオパーズ」ではサードを担当。
北野　（キタゴン）
男子生徒。見た目が怪獣を思わせるため「キタゴン」というあだ名がついていて、本人も気に入っている。
「レオパーズ」ではショートを担当。「カブトムシ事件」に一切関係していないにも関わらず、斉藤さんから濡れ衣を着せられそうになった。
山中　(テンサイ)
男子生徒。勉強が出来るため「天才＝テンサイ」と呼ばれている。「レオパーズ」ではファーストを担当。
松下
男子生徒。「レオパーズ｣ではレフトを担当。
森口
男子生徒。「レオパーズ」ではセンターを担当。
村上 （マシュマロさん）
女子生徒。前作『ミリ子は負けない』では苗字が「村山」だったが、本書ではなぜか「村上」となっている。
野崎
女子生徒。松岡くんの隣の席に座っている。
松岡くんの給食の食べ方を不思議がっている。

### 先生・保護者
佐藤先生
4年1組の担任教諭（女性）。最初は松岡くんのことで悩んでいたが、クラス全体が彼を受け入れていることを喜び、感動した。
ミリ子をはじめとする生徒たちを暖かく見守っているが、必要なところで提言をし、決して甘やかしはしていない。
西監督
「レオパーズ」の監督。メンバーを厳しく指導する。
2年前に前妻を交通事故で亡くしており、現在は元バレーボール選手と再婚している。
西コーチ
西監督の再婚相手。身長170センチメートル。元バレーボール選手だが、高校生のときにはソフトボールもやっていた。
監督の連れ子であるはっちゃんにどう接すればよいか分からず妙に優しくしていたが、「カブトムシ事件」をきっかけにお互い心を開くようになり、「レオパーズ」のコーチにもなった。
料理が苦手で、料理教室に通っているが、腕前は上がっていないようである。
松岡くんのおかあさん
美人で、銀縁の眼鏡をかけている。
夫婦ともども、息子を出来る限り普通学級に通わせたいと思っている。

### その他
斉藤さん
クヌギ林の持ち主。子どもたちがカブトムシ捕りに入らないよう見張っているため、「オニの斉藤」と呼ばれている。
後藤
上級生（男子)。かつて「レオパーズ」のメンバーだったが、松岡くんへの悪口が原因でやめることになった。
ライオン教頭
登場はしないが、生徒からは「怖い存在」として恐れられている（男性)。

## 全集再録
- 寺村輝夫童話全集19 ミリ子の物語（ポプラ社）

挿絵はオリジナルと同じ頓田が描き下ろしている。
- 寺村輝夫の子どもは夢みる全1冊（理論社）

挿絵は中表紙のみ和歌山静子、本文挿絵なし。